# Sonnenfinsternis vom 3. September 2081
Die totale Sonnenfinsternis vom 3. September 2081 spielt sich größtenteils über Europa, Afrika und Asien sowie dem Indischen Ozean ab. Zum ersten Mal seit der Sonnenfinsternis vom 11. August 1999 zieht der Kernschatten des Mondes über Mitteleuropa.
Das Maximum der Finsternis liegt im Persischen Golf, etwa 50 Kilometer nordwestlich von Abu Dhabi; die Dauer der Totalität liegt dort bei 5 Minuten und 33 Sekunden.
Die Finsternis gehört zum Saroszyklus 136.
Diese Finsternis gehört zu einer Serie von acht zentralen Finsternissen im deutschsprachigen Raum, innerhalb von nur 76 Jahren (2075–2151).

## Verlauf
Über dem Nordatlantik beginnt um 06:32 Universal Time (UT) die partielle Phase der Sonnenfinsternis, der Kernschatten berührt die Erde erstmals um 07:26 UT. Zwischen 07:35 und 07:40 UT trifft der Kernschatten in Großbritannien und Frankreich erstmals das europäische Festland, gegen 07:45 UT erreicht er Deutschland. Auch die Schweiz, Liechtenstein und Österreich liegen im Bereich der Totalität. Kurz danach zieht die verdunkelte Sonne über den Norden der Balkanhalbinsel. Um 08:00 UT erreicht die Finsternis das Schwarze Meer. Fünf Minuten später verdunkelt sich auch der Himmel in der Türkei. Gegen 08:25 UT zieht der Schatten des die Sonne verdunkelnden Mondes über den Nahen Osten zum Persischen Golf, wo um 09:05 UT der Höhepunkt erreicht wird. Dann zieht die Finsternis über den Indischen Ozean zur Indonesischen Insel Java, wo die totale Finsternis um 10:43 UT und die partielle Finsternis um 11:38 UT endet.
Für diese Finsternis ergeben sich wegen deutlich unterschiedlicher Annahmen des Delta T (NASA: 160,5 s, CalSky: 76,8 s) von 83,7 s bei der Berechnung des konkreten Verlaufes der Totalitätszone lokal deutliche Unterschiede. So erleben bei der NASA-Berechnung die südlichen Stadtteile von Salzburg die Totalität, während Calsky diese Bereiche deutlich außerhalb sah.

## Orte in der Totalitätszone
| Land        | Ort                       | Dauer  | Uhrzeit (UT) |
| ----------- | ------------------------- | ------ | ------------ |
| –           | Jersey                    | 2m 44s | 07:35        |
| Frankreich  | Brest                     | 3m 20s | 07:33        |
| Frankreich  | Paris                     | 2m 57s | 07:37        |
| Frankreich  | Mulhouse (dt.: Mülhausen) | 3m 55s | 07:40        |
| Schweiz     | Basel                     | 3m 55s | 07:40        |
| Deutschland | Freiburg im Breisgau      | 3m 39s | 07:40        |
| Schweiz     | Bern                      | 2m 37s | 07:40        |
| Schweiz     | Zürich                    | 3m 55s | 07:41        |
| Deutschland | Konstanz                  | 3m 52s | 07:42        |
| Schweiz     | St. Gallen                | 4m 00s | 07:42        |
| Deutschland | Oberstdorf                | 3m 59s | 07:42        |
| Österreich  | Innsbruck                 | 4m 00s | 07:43        |
| Italien     | Bozen                     | 3m 21s | 07:43        |
| Österreich  | Villach                   | 4m 10s | 07:45        |
| Slowenien   | Ljubljana                 | 3m 50s | 07:46        |
| Slowenien   | Maribor                   | 4m 00s | 07:47        |
| Kroatien    | Zagreb                    | 4m 02s | 07:47        |
| Serbien     | Belgrad                   | 4m 19s | 07:52        |
| Bulgarien   | Burgas                    | 4m 39s | 08:01        |
| Türkei      | Istanbul                  | 1m 50s | 08:04        |
| Türkei      | Ankara                    | 4m 39s | 08:10        |
| Irak        | Bagdad                    | 5m 20s | 08:35        |
| Irak        | Basra                     | 5m 26s | 08:45        |
| Kuwait      | Kuwait                    | 4m 51s | 08:47        |
| Katar       | Doha                      | 2m 26s | 09:00        |
| VAE         | Abu Dhabi                 | 5m 12s | 09:06        |

## Sichtbarkeit im deutschsprachigen Raum
Außerhalb der Totalitätszone ist die Finsternis im deutschsprachigen Raum, im ganzen Verlauf als sehr tiefe partielle Sonnenfinsternis sichtbar. Die geringste Verfinsterung wird im Nordosten in Sassnitz auf Rügen mit knapp 75 % Bedeckung erreicht.
| Land        | Ort               | Bedeckung | Bemerkung                                                                          |
| ----------- | ----------------- | --------- | ---------------------------------------------------------------------------------- |
| Schweiz     | Bern              | 100,0 %   | Total, s. o.                                                                       |
| Schweiz     | Basel             | 100,0 %   | Total, s. o.                                                                       |
| Österreich  | Salzburg          | 099,9 %   | Stadtzentrum liegt ca. 3 km (NASA) bis 10 km (Calsky) nördlich der Totalitätszone  |
| Österreich  | Wien              | 097 %     |                                                                                    |
| Deutschland | München           | 099,9 %   | Stadtzentrum liegt ca. 10 km (NASA) bis 15 km (Calsky) nördlich der Totalitätszone |
| Deutschland | Frankfurt am Main | 095 %     |                                                                                    |
| Deutschland | Berlin            | 083 %     |                                                                                    |
| Deutschland | Hamburg           | 081 %     |                                                                                    |